# Блок 6
 Блок 6 је насеље и један од стамбених блокова који се налази на Новом Београду.
Насеље је оивичено Студентском, Зеленгорском и Улицом Тошин бунар. Насеље се налази на граници са општином Земун и окружено је шумом која се налази и у самом насељу.